# Biserica „Sf. Arhangheli Mihail și Gavril” din Buzescu
Biserica „Sf. Arhangheli Mihail și Gavril” din Buzescu este un monument istoric aflat pe teritoriul satului Buzescu; comuna Buzescu.Constructia bisericii din comuna Buzescu a fost inceputa de catre principele Milos Obrenovici si terminata de succesorul sau, Mihail Obrenovici si sotia sa Iulia, fiind a doua ctitorie sarbeasca din judetul Teleorman. Situata in centrul comunei, biserica a fost gandita ca punct principal si nodal al tramei stradale si mai ales punct de intersectie si cap de perspectiva al celor doua drumuri principale care traversau localitatea: soseaua Rosiorii de Vede-Alexandria si soseaua Mavrodinului. Dimensiunile si stilul arhitectonic al bisericii indica cel mai clar intentia ctitorului de a infiinta la Buzescu, nu doar o comuna, ci un adevarat oras. Este unul din putinele exemple de arhitectura ortodoxa de traditie bizantina de pe teritoriul romanesc. Reprezinta tipul de biserica in cruce greaca inscrisa, un tip complex cu origini constantinopolitane, evoluat prin filiera sarbeasca. La biserica din Buzescu doua elemente sunt definitorii: centrul limitat de patru iesinduri masive de zidarie, caracteristice planului sarbesc si simetria absoluta a celor patru laturi ale constructiei. Proprii acestui edificiu sunt cele patru intrari care marcheaza axul fiecarei laturi si pozitia ferestrelor foarte inalte, doar pe peretii laterali ai absidelor, perpendiculari pe frontul cladirii. Pictura interioara nu mai pastreaza nici o urma din cea originala din cauza interventiilor total inoportune din ultimele decenii. În fata bisericii, pe latura de vest, perfect integrat stilistic ansamblului, se afla turnul clopotnita, construit cu doua niveluri, un parter si un etaj – camera clopotelor.